# Idéalisme (relations internationales)
Pour les articles homonymes, voir Idéalisme.

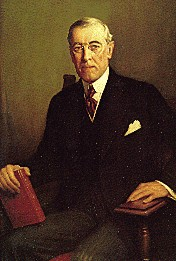
Le président américain Woodrow Wilson figure de l'idéalisme.

En relations internationales, l’idéalisme promeut une diplomatie ouverte et multilatérale, régulée par le droit international et les organisations internationales. Une première théorie de l'idéalisme est énoncée par Emmanuel Kant dans Vers la paix perpétuelle.
Woodrow Wilson, auteur des 14 points et initiateur de l'idée de la Société des Nations, a proposé un ordre international fondé sur les principes de l'idéalisme au lendemain de la Première Guerre mondiale (voir Idéalisme wilsonien). Le plus souvent le terme d’idéalisme se réfère aux idéalistes de l'entre-deux-guerres : Alfred Zimmern, David Mitrany, James Shotwell, Gilbert Murray, Graham Wallas. Pour Donald Markwell, l'idée des libéraux classiques que le libre-échange promeut la paix peut également être vue comme une forme d'idéalisme.
Selon l'école idéaliste, la finalité de la politique étrangère doit être le respect des valeurs morales, des droits de l'homme. Le but de cette école est la paix. Pour éliminer la menace de guerre, il faut passer par une diplomatie ouverte et un désarmement général. Les conflits doivent être résolus par des procédures de règlement pacifique comme la négociation.
Cette théorie est aussi appelée « théorie légaliste ».
Après la Première Guerre mondiale, cette approche a conduit à la Société des Nations (SDN). Cependant, la Société des Nations s'était avérée incapable de prévenir et de gérer l'escalade qui avait conduit l'Europe, puis le reste du monde, vers la Deuxième Guerre mondiale. Donc, vingt-cinq ans plus tard, soit en 1945, l’Organisation des Nations unies est créée pour remplacer la SDN. Cette organisation a pour but de mettre à la disposition des États une organisation universelle, combinant compétences normatives et opérationnelles, au service de la paix et de la sécurité internationales. Les pères fondateurs de I'ONU se sont inspirés de l’idéalisme de la SDN, mais ils veulent aussi tirer les enseignements des échecs de la Société des Nations. Le but de l’ONU était de réussir là où la SDN avait échoué dans sa tâche de gestion de la sécurité internationale, notamment parce qu'elle ne reproduirait pas les mêmes erreurs. Ainsi l’Organisation des Nations unies incarnait-elle l'espoir que la SDN n'avait pu se concrétiser. Avec l’avènement de la Société des Nations et l’Organisation des Nations unies, le rétablissement de la paix s’ouvre aux acteurs non étatiques. C’est-à-dire qu’ils sont des organisations et des individus exerçant une influence politique significative, mais indépendants des gouvernements tels que des Organisations non gouvernementales (ONG), dont le nombre ne cesse de croître. En plus des divergences occasionnelles entre les actions des États et celles de l’ONU, la cacophonie de la paix s’alourdit des démarches individuelles d’autres acteurs. Toutefois, après la Seconde Guerre mondiale, la théorie réaliste a pris le dessus.

## Paix démocratique
C’est entre autres la bipolarité, la dissuasion nucléaire, l’agrégation des États en alliances et les liens commerciaux qui ont contribué à former un régime international de sécurité entre les puissances démocratiques et les alliées et qui a, conséquemment, mené à la diminution des conflits entre démocraties. Ainsi, les États vise une paix démocratique qui a émergé de l’ère bipolaire due à un régime international de sécurité. La démocratie peut être considérée comme une valeur fondatrice d'une vision de la société internationale actuelle. Bien plus, elle est influencée par la dynamique de civilisation des différentes politiques qui semble consacrer la loyauté démocratique aux idéologies idéalisme/réalisme. La paix démocratique s’inspire du principe libéral pour éviter les conflits. Dans ce contexte, «libéral» décrit une large tradition philosophique qui évoque les valeurs de la liberté politique et économique individuelle ainsi que le marché libre des idées et entreprises. De plus, les concepts idéalisme et internationalisme libéral sont parfois utilisés de façon interchangeable. Dans la paix démocratique, dans les relations internationales, on y retrouve trois formes de comportement: la loyauté, la protestation et la défection.  La loyauté démocratique dans les relations internationales, c'est-à-dire la conformité à la démocratie comme norme d'organisation et de fonctionnement de la vie politique des États est en fait une analyse des relations internationales fondée sur les influences externes, on retrouve par exemple de l'absolutisme de «l'autonomie constitutionnelle», du principe du «libre choix du système», du droit à l'autodétermination qui affecte la nature des régimes politique des États. De plus, il s’agit d'envisager dans les relations internationales, un milieu créant les conditions propices à la démocratisation des régimes politiques comme un milieu conditionnant les États à la loyauté démocratique c'est-à-dire dans une certaine mesure au respect de la démocratique.

## Biographie
- Donald Markwell, 2006, John Maynard Keynes and International Relations, Oxford University Press.